# Peter Thomson (golfista)
Peter William Thomson (Brunswick, Melbourne, 23 agosto 1929 – 20 giugno 2018) è stato un golfista australiano.

## Biografia
Peter Thomson è stato un golfista australiano la cui grande fama è dovuta alle cinque vittorie nell'Open Championship di cui tre consecutive (1954, 1955, 1956), con cui ha realizzato una tripletta unica nella storia dei major championship dell'era moderna.
Thomson divenne il primo australiano a vincere la Claret Jug battendo sul Royal Birkdale Golf Club un campione del calibro di Bobby Locke, sconfitto nel 1954 per un solo colpo (283 contro 284). 
Sempre sul Royal Birkdale vinse il suo ultimo Open Championship nel 1965 battendo Christy O'Connor snr di due colpi e il campione uscente Tony Lema di quattro .